# Lactifluus
Lactifluus (Christian Hendrik Persoon, 1797 ex Henri François Anne de Roussel, 1806)  din încrengătura Basidiomycota în ordinul Russulales  și familia Russulaceae, cu global aproximativ 150 de specii (Europa: actual mai puțin de zece), denumit în popor  lăptar, lăptucă sau râșcov, este un gen de ciuperci. Speciile lui coabitează, fiind simbionți micoriza (formează micorize pe rădăcinile arborilor). Lactifluus a fost separat de genul Lactarius în special în urma studiilor al filogeniei moleculare. În România, Basarabia și Bucovina de Nord ele cunosc o răspândire largă. Bureții sunt caracterizați prin emanarea unui suc alb atunci când sunt rupți sau tăiați, fiind preponderent necomestibile. Ei se dezvoltă de la câmpie la munte prin păduri, parcuri și pajiști sub arbori de conifere sau foioase, din iunie până în octombrie (noiembrie). Tip de specie este Lactifluus piperatus (lăptuca iute).

## Taxonomie

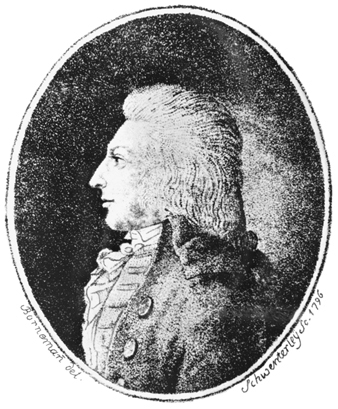
C. H. Persoon

Genul a fost determinat de naturalistul francez Henri François Anne de Roussel (1748-1812) cu tipul de specie Lactarius piperatus în 1806, bazând pe descrierea cunoscutului micolog bur Christian Hendrik Persoon din 1801, anume Agaricus sect. Lactifluus.
Până în 2008, taxonul a fost considerat doar sinonim al genului Lactarius, când s-a dovedit, îndeosebi pe baza filogeniei moleculare, că anumite ciuperci se diferențiază clar. Astfel, Lactifluus a fost preluat, spre deosebirea de genul Lactarius, mai întâi pentru șapte specii din America de Nord respectiv țări tropice. Repede au fost adăugate o mulțime de alte soiuri. 
Toate celelalte încercări de redenumire sunt acceptate sinonim, dar nu sunt folosite.
Numele generic este derivat din cuvintele latine (latină lac, gen. lactis=lapte) și (latină fluens=curgând) datorită sucului emanat, fiind preluat pentru toate speciile ale acestui gen.

## Morfologie

### Caracteristici macroscopice
Lactifluus seamănă foarte mult cu genul său similar Lactarius, cu care împărtășește latexul asemănător al laptelui exsudant atunci când este lezat. Cuticula zonată și/sau vâscoasă tipică pentru mulți lăptari, apare numai la Lactarius, dar nu la Lactifluus. În plus, acești bureți se deosebesc prin carnea mai aspră, laptele fiind mereu alb. Corpurile fructifere pleurotide (cu picior lateral) sunt cunoscute numai la Lactifluus, în timp ce speciile cu corpuri fructifere angiocarpe apar doar la Lactarius. Până în prezent, caracterele sinapomorfice pentru gen nu au fost descoperite, există doar tendințe care îl disting de Lactarius.
O revizuire din 2017, bazată pe filogenetica, a împărțit genul în patru subgenuri: Lactifluus, Lactariopsis, Gymnocarpi și Pseudogymnocarpi. Acestea au fost în împărțite apoi în secții, dar nu toate speciile au fost atribuite secțiilor numite și multe dintre aceste grupuri noi nu corespund cu subdiviziuni făcute anterior, bazate în principal pe morfologie.

### Caracteristici microscopice

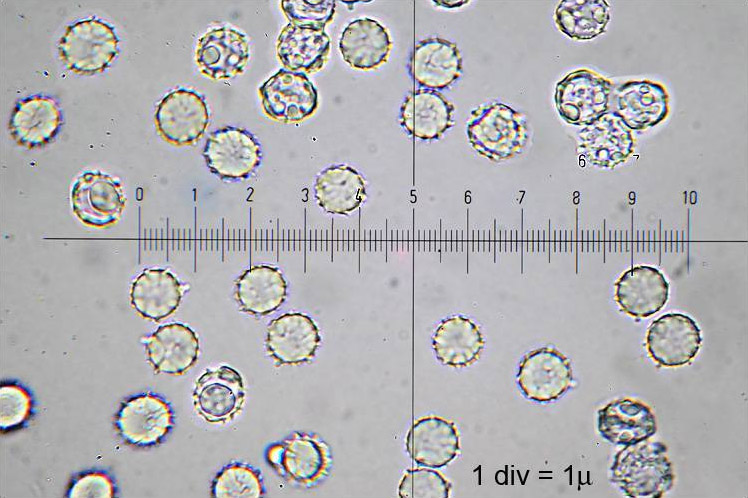
Sporii la L. volemus

Au fost dovedite diferențe ADN între aceste două genuri.
Microscopic, speciile ale genului Lactifluus se caracterizează prin prezența unor elemente hialine (translucide) cu pereți parțial păroși, groși de 3–4 µm, preponderent cilindrici sau în forma de lanțetă, numite lamprocistide, în special la pileocistide (elemente sterile de pe suprafața pălăriei) și caulocistide (cistide situate la suprafața piciorului). Structura sub-himenului și a tramei himeniale prezintă sferocistide (celule sferice din țesut), comune în Lactifluus, dar rare în speciile Lactarius. 
Sporii elipsoidali spre rotunjiți, mereu ornamentați, sunt hialini, amiloid (ce înseamnă colorabilitatea structurilor tisulare folosind reactivi de iod), pulberea lor fiind albă până crem.

### Rezumat
Genetic, cele două genuri sunt foarte diferite: Lactarius este un gen mare, cu o diversitate genetică relativ scăzută. Vedem mulți taxoni în care variația morfologică este mare, dar nefiind confirmată molecular. În timp ce cu genul Lactifluus, avem un grup mai mic, dar cu diversitate genetică foarte mare și subgrupuri în clade foarte diferite și îndepărtate, ceea ce sugerează chiar că genul se va destrăma în diferite genuri odată ce mai mulți taxoni vor fi implicați în analize. Tipice pentru acest grup sunt complexele de specii, cum ar fi Lactarius volemus, unde variația moleculară este mult mai mare decât variația morfologică. Se pare că în acest grup parafiletic de lăptari, cu toții de recunoscut prin acest caracter izbitor al latexului emanat, avem două grupuri cu o istorie filogeografică complet diferită și o rată evolutivă diversă.

## Speciile genului
La început, acest gen a fost preluat, spre deosebirea de genul Lactarius, pentru șapte specii din America de Nord respectiv din țări tropice. Genul conține între timp aproximativ 150 specii, multe descoperite de abia în secolul XXI, din care majoritatea nu se dezvoltă în Europa. De asemenea, specia L. volemus a fost transferată la noul gen, datorită filogeniei ei moleculare, deși Mycobank  sau Pan-European Species Directories Infrastructure. tot o mai văd drept Lactarius, un nume care apare preponderent și în cărțile micologice.  

### Specii europene
Speciile europene cunoscute, în prezent 7 (8), sunt:
- Lactifluus brunneoviolascens (Bon, 1971) Verbeken (2012) (Lactifluus subg. Gymnocarpi)
- Lactifluus glaugescens (Fr. : Crossl., 1900) Verbeken (2012) (Lactifluus subg. Lactifluus)
- Lactifluus hygrophoroides (Berk. & Broome, 1859) O. Kuntze (1891); cresc preponderent în SUA, dar s-au găsit și câteva exemplare în Spania[18] (Lactifluus subg. Pseudogymnocarpi)
- Lactifluus oedematopus (Scop., 1772) O.Kuntze (1891) (Lactifluus subg. Lactifluus) + imagini
- Lactifluus piperatus (L., 1753) Roussel (1806) (Lactifluus subg. Lactifluus)
- Lactifluus rugatus (Kühner & Romagn., 1953) Verbeken (2012) (Lactifluus subg. Pseudogymnocarpi)
- Lactifluus vellereus (Fr., 1838) O. Kuntze (1891) (Lactifluus subgen. Lactariopsis)
- Lactifluus volemus (Fr., 1838) O.Kuntze (1891) (Lactifluus subg. Lactifluus)

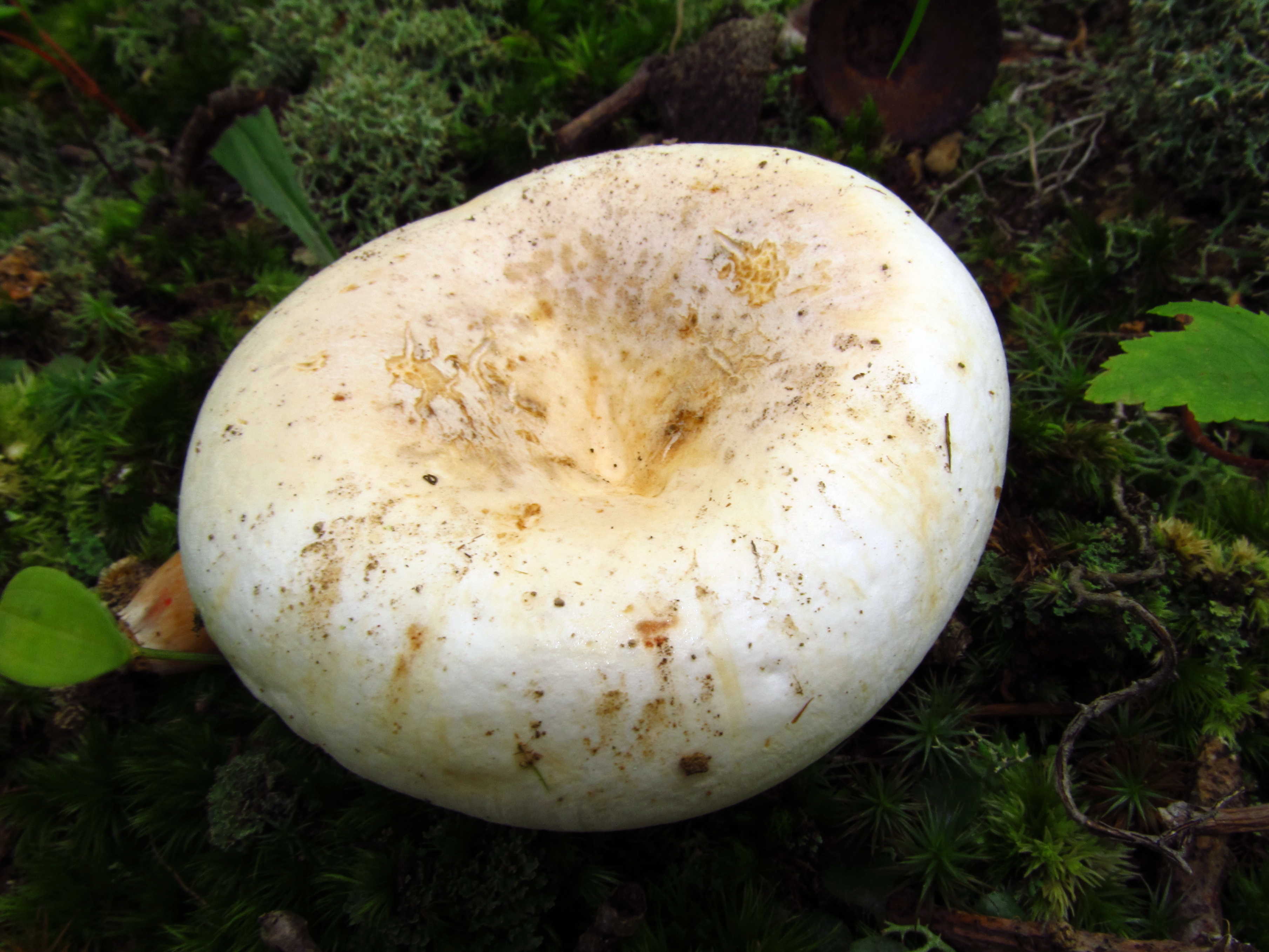
!Lactifluus glaucescens!
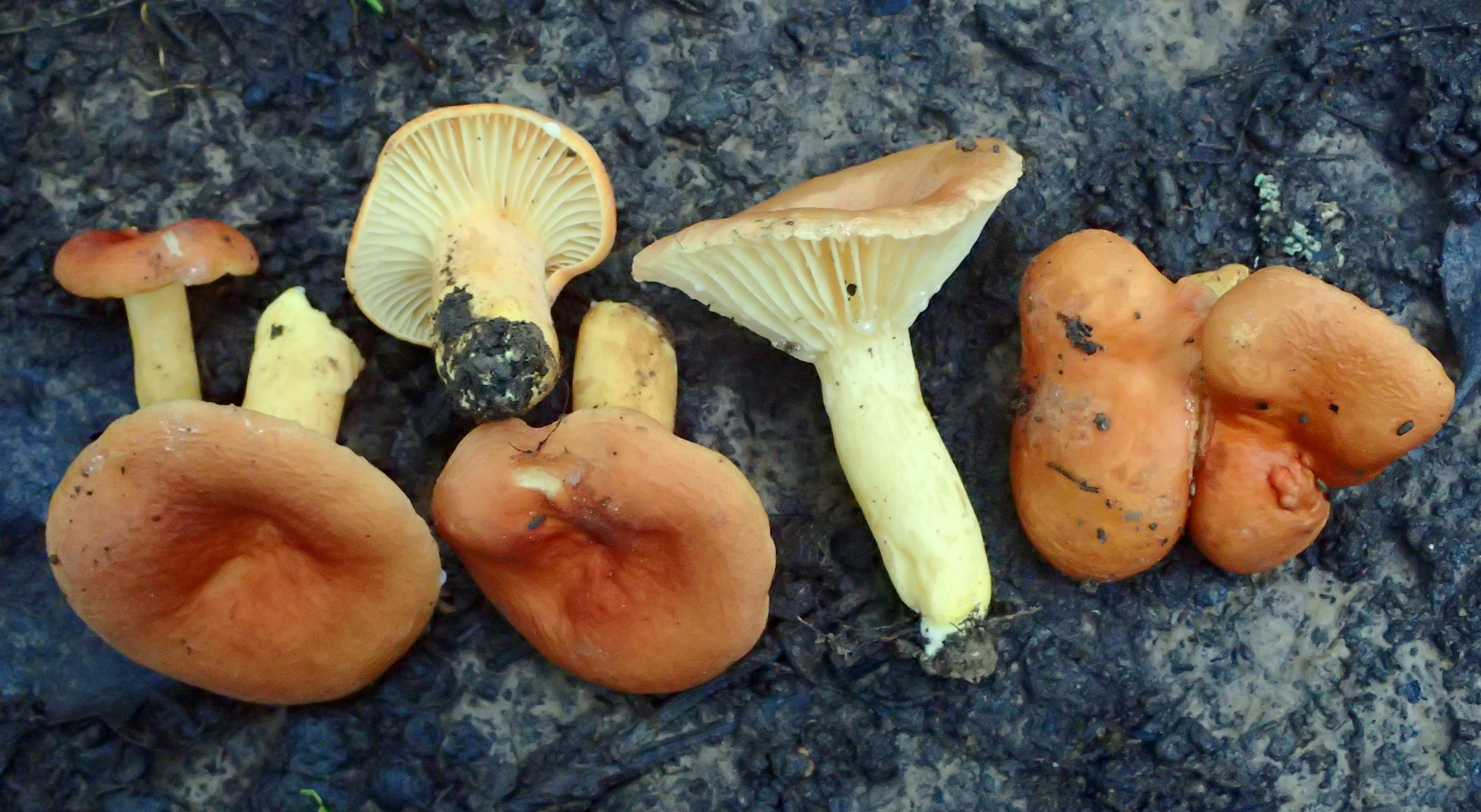
!Lactarius hygrophoroides!
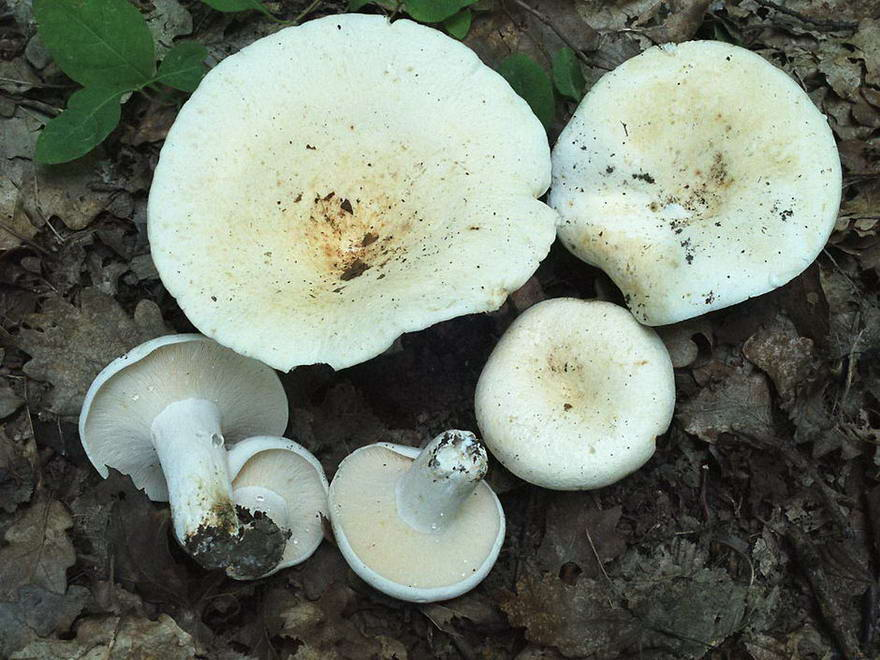
Lactifluus piperatus
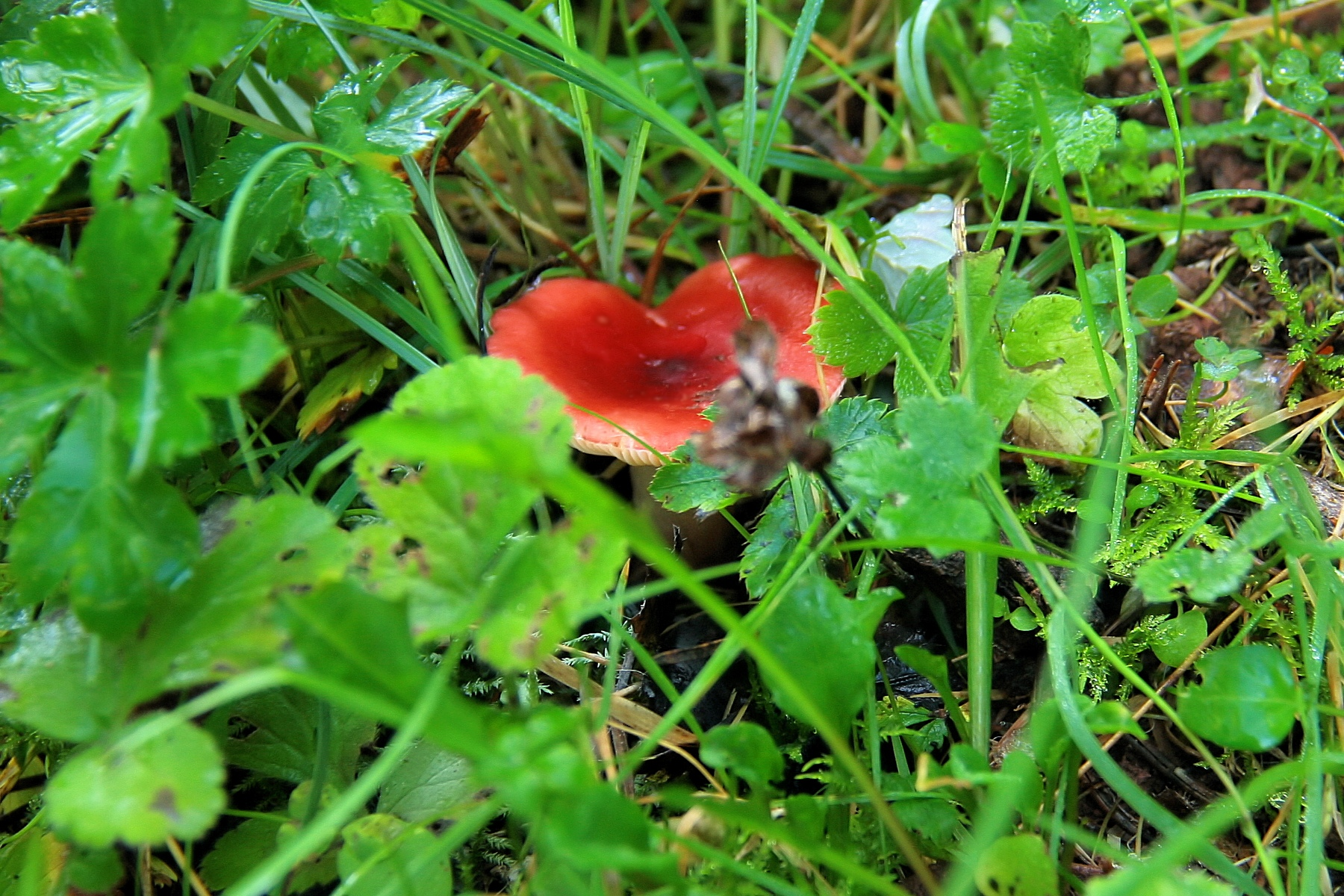
Lactifluus rugatus
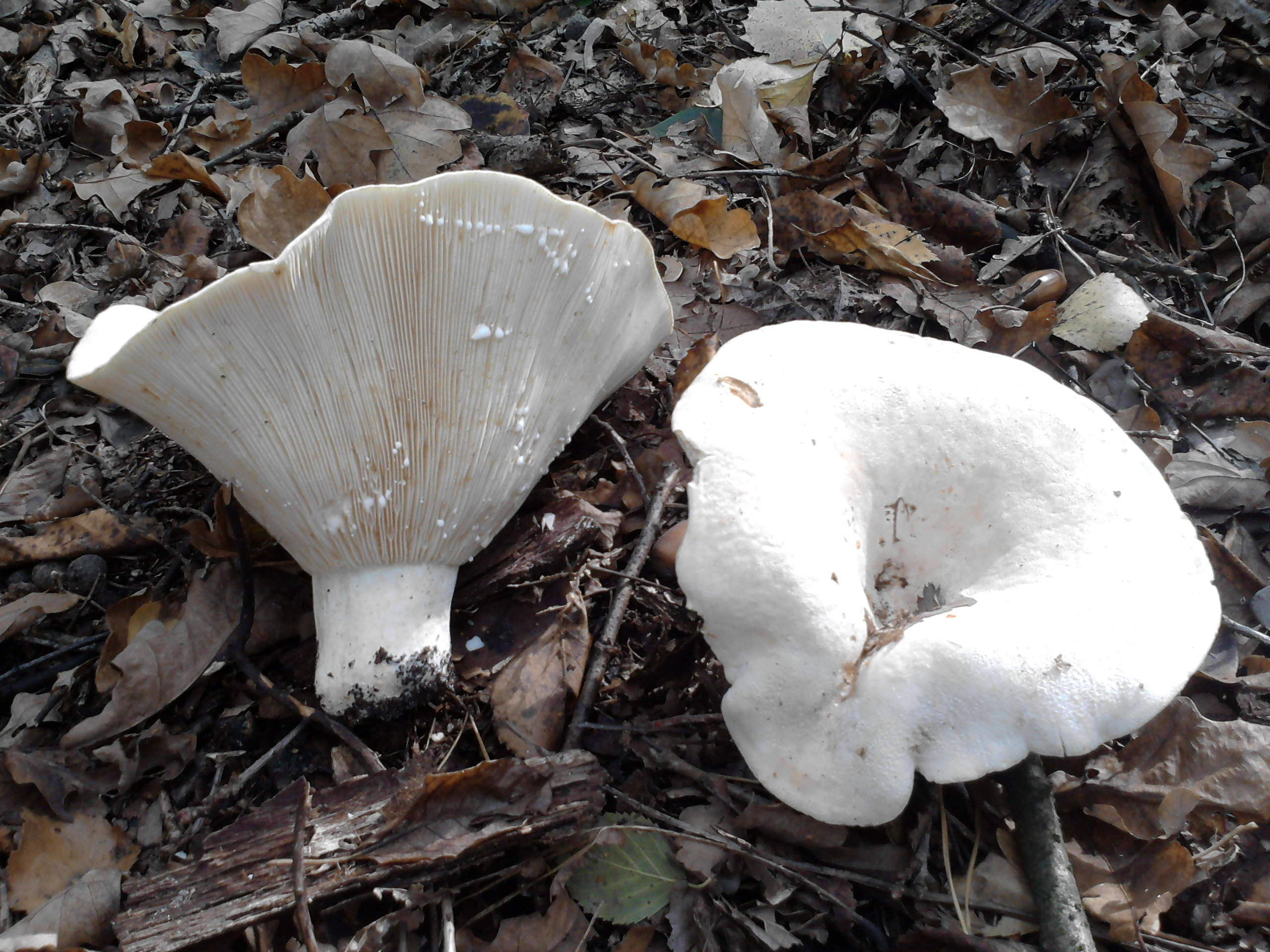
!Lactifluus vellereus!
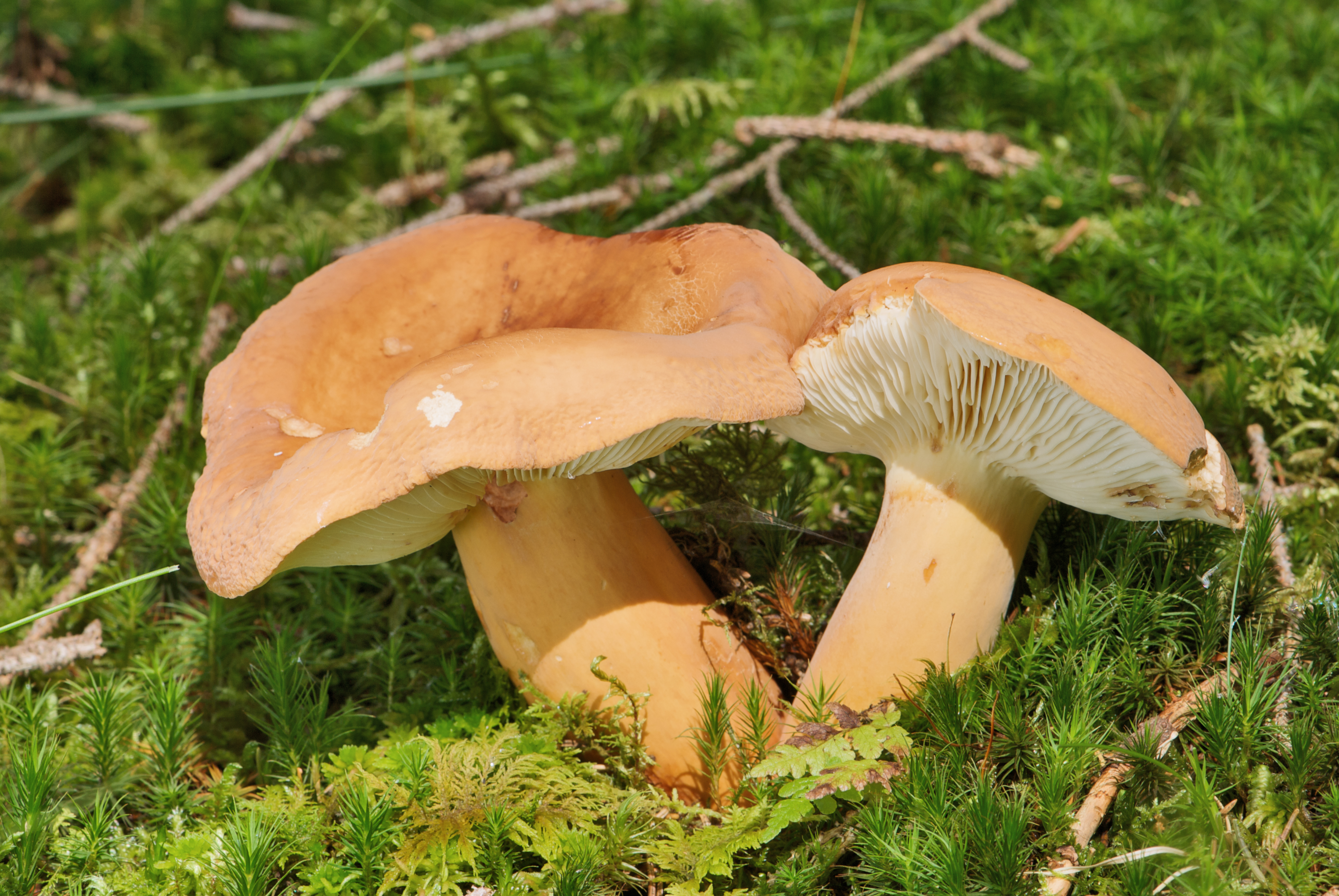
Lactifluus volemus

### Specii ale genului neeuropene (selecție)
| Lactifluus subg. Lactifluus Verbeken (2012) - Lactifluus acicularis' Van de Putte & Verbeken (2012) - Lactifluus allardii (Coker, 1918) De Crop (2012) - Lactifluus ambicystidiatus X.H.Wang (2015) - Lactifluus atrovelutinus (J.Z.Ying, 1991) X.H.Wang (2012) - Lactifluus bicapillus De Crop et al. (2019) - Lactifluus bicolor (Massee, 1914) Verbeken (2012) - Lactifluus conchatulus Stubbe & H.T.Le (2012) - Lactifluus coniculus Stubbe & Verbeken ( 2012) - Lactifluus corrugis (Peck, 1879) O.Kuntze (1891) - Lactifluus crocatus Van de Putte & Verbeken (2012) - Lactifluus distantifolius Van de Putte, Stubbe & Verbeken (2012) - Lactifluus dwaliensis (K.Das, J.R.Sharma & Verbeken, 2003) K.Das (2012) - Lactifluus genevievae Stubbe & Verbeken ( 2012) - Lactifluus hora Stubbe & Verbeken ( 2012) - Lactifluus igniculus E.S.Popov & O.V.Morozova (2013) - Lactifluus lamprocystidiatus (Verbeken & E.Horak, 2000) Verbeken (2012) - Lactifluus leae Stubbe & Verbeken ( 2012) - Lactifluus leonardii Stubbe & Verbeken ( 2012) - Lactifluus leucophaeus (Verbeken & E.Horak, 1999) Verbeken (2012) - Lactifluus limbatus Stubbe & Verbeken ( 2012) - Lactifluus longipilus Van de Putte, H.T.Le & Verbeken (2012) - Lactifluus ochrogalactus (Hashiya, 2006) X.H.Wang (2012) - Lactifluus parvigerardii X.H.Wang & Stubbe (2012) - Lactifluus petersenii (Hesler & A.H.Sm., 1979) Stubbe (2012) - Lactifluus pinguis Van de Putte & Verbeken (2012) - Lactifluus reticulatovenosus (Verbeken & E.Horak, 2001) Verbeken (2012) - Lactifluus roseophyllus (R.Heim, 1996) De Crop (2012) - Lactifluus sepiaceus (McNabb, 1971) Stubbe (2012) - Lactifluus subgerardii (Hesler & A.H.Sm., 1979) Stubbe (2012) - Lactifluus tenuicystidiatus (X.H.Wang & Verbeken, 2006) X.H.Wang (2012) - Lactifluus uyedae (Singer, 1985) Verbeken (2012) - Lactifluus venosus (Verbeken & E.Horak, 2000) Verbeken (2012) - Lactifluus vitellinus Van de Putte & Verbeken (2012) - Lactifluus wirrabara (Grgur., 1997) Stubbe (2012) | Lactifluus subgen. Lactariopsis (Henn., 1901) Verbeken (2011) - Lactifluus annulatoangustifolius (Beeli, 1936) Buyck (2011) - Lactifluus annulifer (Singer, 1983) Nuytinck (2011) - Lactifluus aureifolius (Verbeken, 1996) Verbeken (2011) - Lactifluus bertillonii (Neuhoff ex Z.Schaef., 1979) Verbeken (2011) - Lactifluus brachystegiae (Verbeken & C.Sharp, 2000) Verbeken (2011) - Lactifluus chamaeleontinus (R.Heim, 1955) Verbeken (2011) - Lactifluus cocosmus (Van de Putte & De Kesel, 2009) Van de Putte (2012) - Lactifluus cyanovirescens (Verbeken, 1996) Verbeken (2011) - Lactifluus deceptivus (Peck, 1885) O.Kuntze ( 1891) - Lactifluus densifolius (Verbeken & Karhula, 1996) Verbeken (2011) - Lactifluus edulis (Verbeken & Buyck, 1994) Verbeken (2011) - Lactifluus emergens (Verbeken, 2000) Verbeken (2011) - Lactifluus heimii (Verbeken, 1996) Verbeken (2011) - Lactifluus indusiatus (Verbeken, 1996) Verbeken (2011) - Lactifluus inversus (Gooss.-Font. & R.Heim, 1955) Verbeken (2011) - Lactifluus laevigatus (Verbeken, 1996) Verbeken (2011) - Lactifluus latifolius (Gooss.-Font. & R.Heim, 1955) Verbeken (2011) - Lactifluus leoninus (Verbeken & E.Horak, 1999) Verbeken (2011) - Lactifluus longipes (Verbeken, 1996) Verbeken (2011) - Lactifluus madagascariensis (Verbeken & Buyck, 2007) Buyck (2011) - Lactifluus neotropicus (Singer, 1952) Verbeken (2011) - Lactifluus nodosicystidiosus (Verbeken & Buyck, 2007) Buyck (2011) - Lactifluus pelliculatus (Beeli, 1927) Buyck (2011) - Lactifluus phlebophyllus (R.Heim) Buyck 2011 - Lactifluus pilosus (Verbeken, H.T.Le & Lumyong, 2007) Verbeken (2011) - Lactifluus pruinatus (Verbeken & Buyck, 1998) Verbeken (2011) - Lactifluus roseolus (Verbeken, 1996) Verbeken (2011) - Lactifluus ruvubuensis (Verbeken, 1996) Verbeken (2011) - Lactifluus sesemotani (Beeli, 1928) Verbeken (2011) - Lactifluus subvellereus (Peck, 1879) Nuytinck (2011) - Lactifluus urens (Verbeken, 1996) Verbeken (2011) - Lactifluus velutissimus (Verbeken, 1996) Verbeken (2011) - Lactifluus zenkeri (Henn., 1901) Verbeken (2011) | Lactifluus subgen. Gymnocarpi Verbeken (2012) - Lactifluus albocinctus (Verbeken, 2000) Verbeken (2012) - Lactifluus brunnescens (Verbeken, 1996) Verbeken (2012) - Lactifluus caribaeus (Pegler, 1979) Verbeken (2012) - Lactifluus clarkeae (Cleland, 1927) Verbeken (2012) - Lactifluus flammans (Verbeken, 1995) Verbeken (2012) - Lactifluus flocktonae (Cleland & Cheel, 1919) T.Lebel (2016) - Lactifluus foetens (Verbeken, 2003) Verbeken (2012) - Lactifluus gymnocarpus (R.Heim, 1955 ex Singer, 1985) Verbeken (2012) - Lactifluus longivelutinus (X.H.Wang & Verbeken, 2006) X.H.Wang (2012) - Lactifluus luteolus Peck, 1896) Verbeken (2012) - Lactifluus nonpiscis (Verbeken, 1996) Verbeken (2012) - Lactifluus phlebonemus (R.Heim & Gooss.-Font., 1955) Verbeken (2012) - Lactifluus putidus (Pegler, 1979) - Lactifluus rubrobrunnescens (Verbeken, E.Horak & Desjardin, 2001) Verbeken (2012) - Lactifluus subclarkeae (Grgur.) Verbeken (2012) - Lactifluus tanzanicus (Karhula & Härkönen, 1998) Verbeken (2012) | Lactifluus subgen. Pseudogymnocarpi Verbeken (2012) - Lactifluus aurantiifolius (Verbeken, 1996) Verbeken (2012) - Lactifluus carmineus (Verbeken & Walleyn, 2000) Verbeken (2012) - Lactifluus denigricans (Verbeken & Karhula, 1996) Verbeken (2012) - Lactifluus goossensiae (Beeli, 1928) Verbeken (2012) - Lactifluus gymnocarpoides (Verbeken, 1995) Verbeken (2012) - Lactifluus hygrophoroides (Berk. & Broome, 1859) O.Kuntze (1891) - Lactifluus kigomaensis De Crop & Verbeken (2012) - Lactifluus kivuensis (Verbeken, 1996) Verbeken (2012) - Lactifluus longisporus (Verbeken, 1995) Verbeken (2012) - Lactifluus medusae (Verbeken, 1995) Verbeken (2012) - Lactifluus luteopus (Verbeken, 1995) Verbeken (2012) - Lactifluus pegleri (Pacioni & Lalli, 1992) Delgat (2020) - Lactifluus pseudogymnocarpus (Verbeken, 1995) Verbeken (2012) - Lactifluus pseudoluteopus (X.H.Wang & Verbeken, 2006) Verbeken (2012) - Lactifluus pseudovolemus (R.Heim, 1938) Verbeken (2012) - Lactifluus pumilus (Verbeken, 1996) Verbeken (2012) - Lactifluus rubiginosus (Verbeken, 1996) Verbeken (2012) - Lactifluus rubroviolascens (R.Heim, 1938) Verbeken (2012) - Lactifluus sudanicus Maba, Yorou & Guelly (2014) - Lactifluus veraecrucis Singer, 1973) Verbeken (2012) - Lactifluus volemoides (Karhula, 1998) Verbeken (2012) - Lactifluus xerampelinus (Karhula & Härkönen, 1998) Verbeken (2012) |

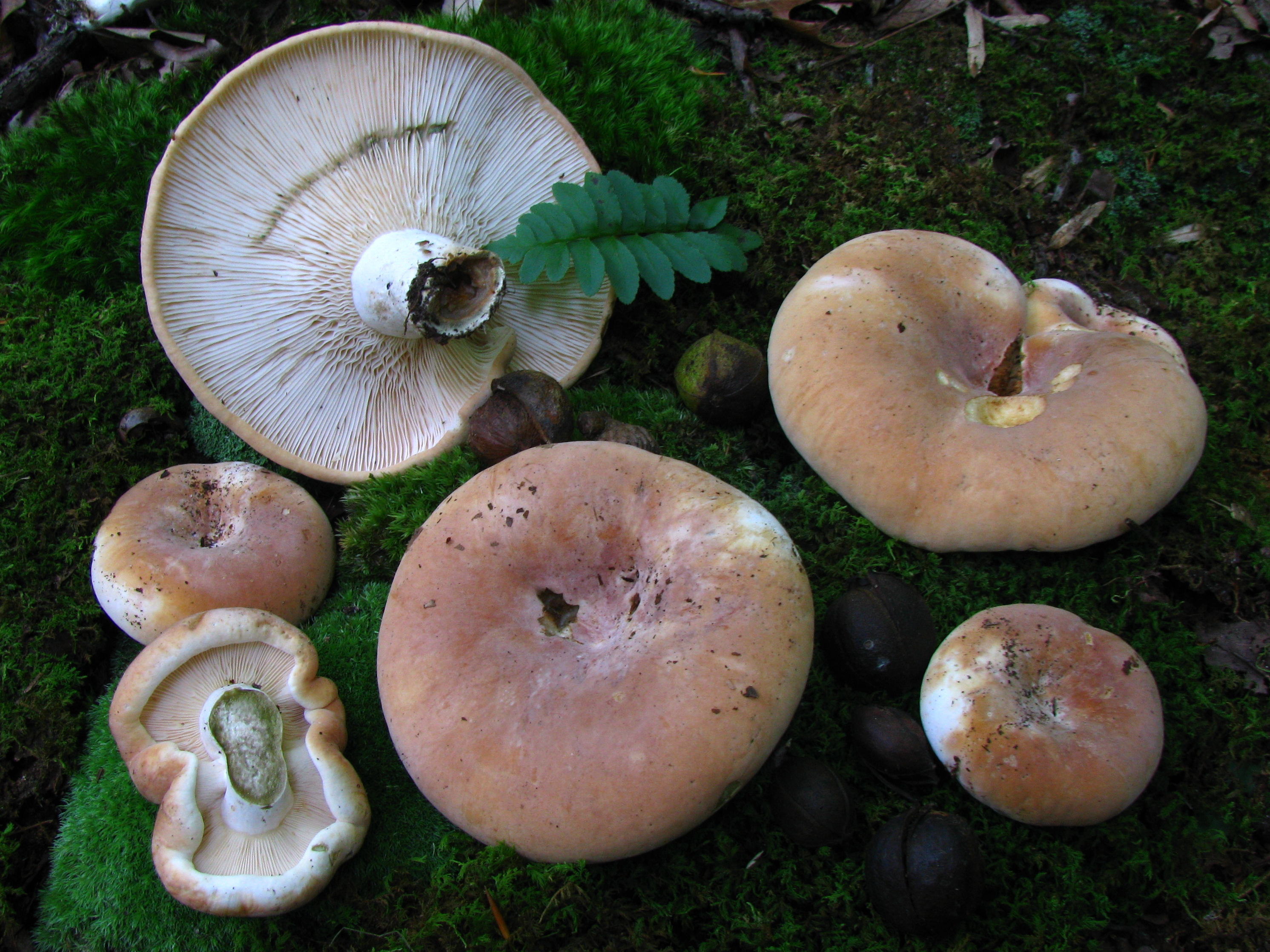
!Lactarius allardii!
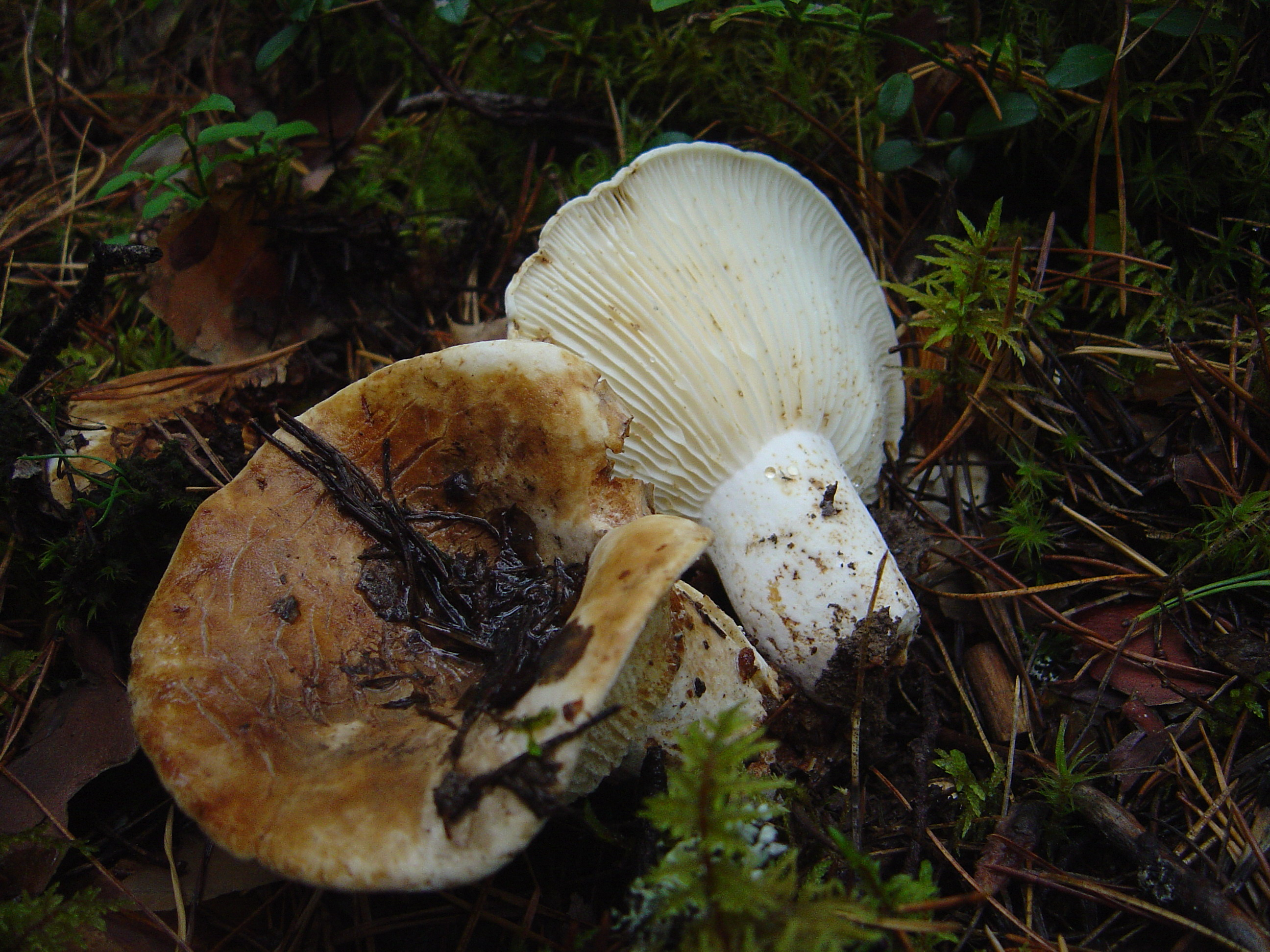
!Lactifluus bertillonii!
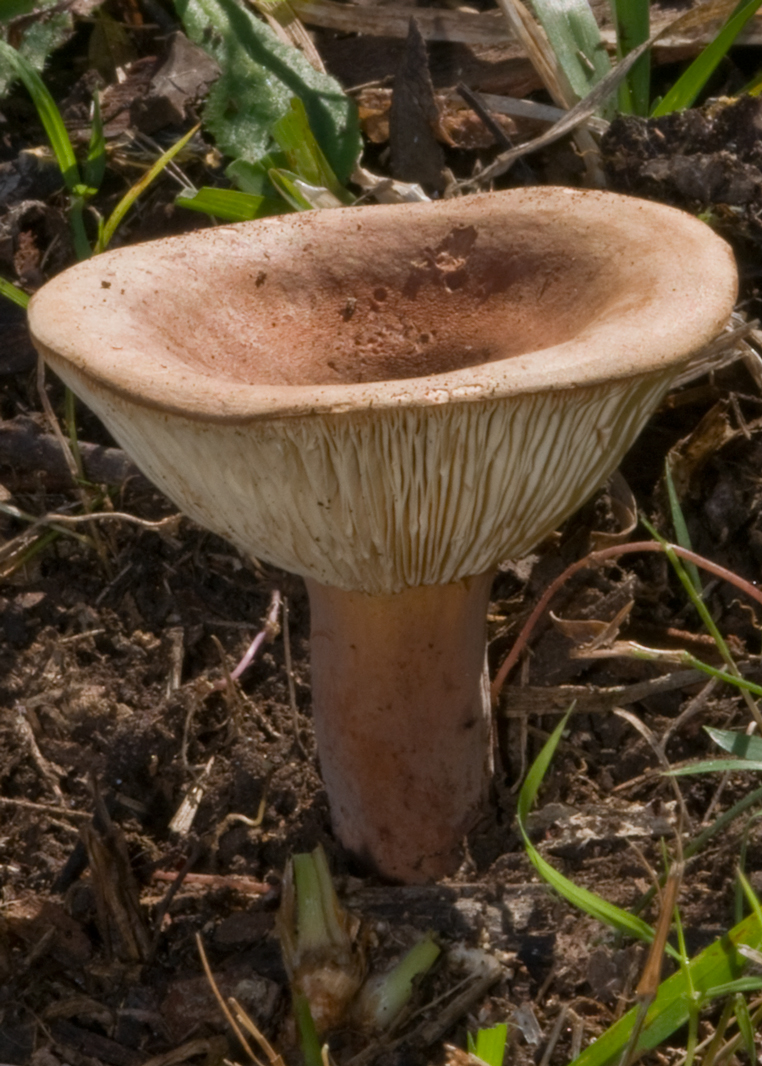
!Lactifluus clarkeae!
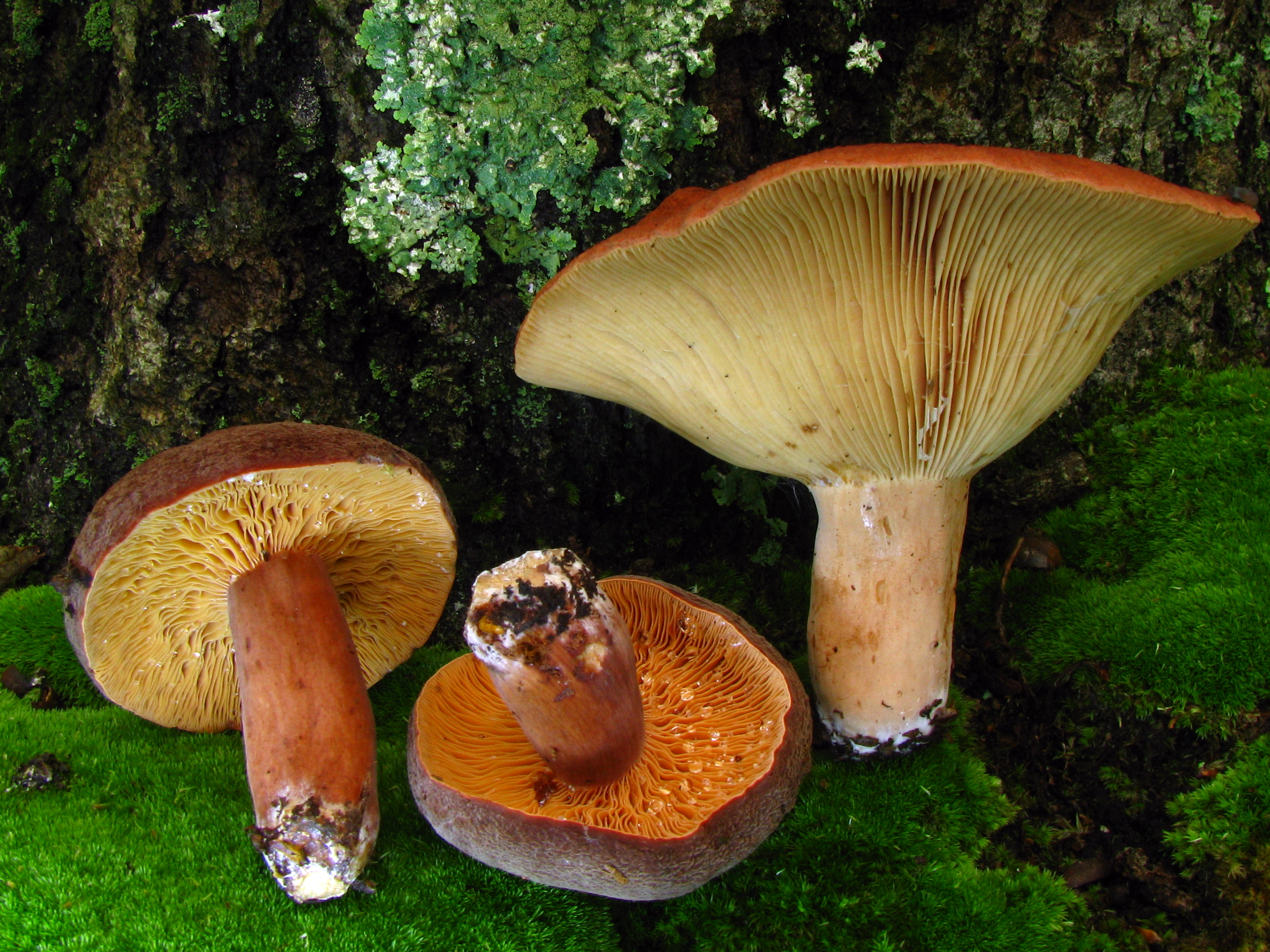
! Lactifluus corrugis !
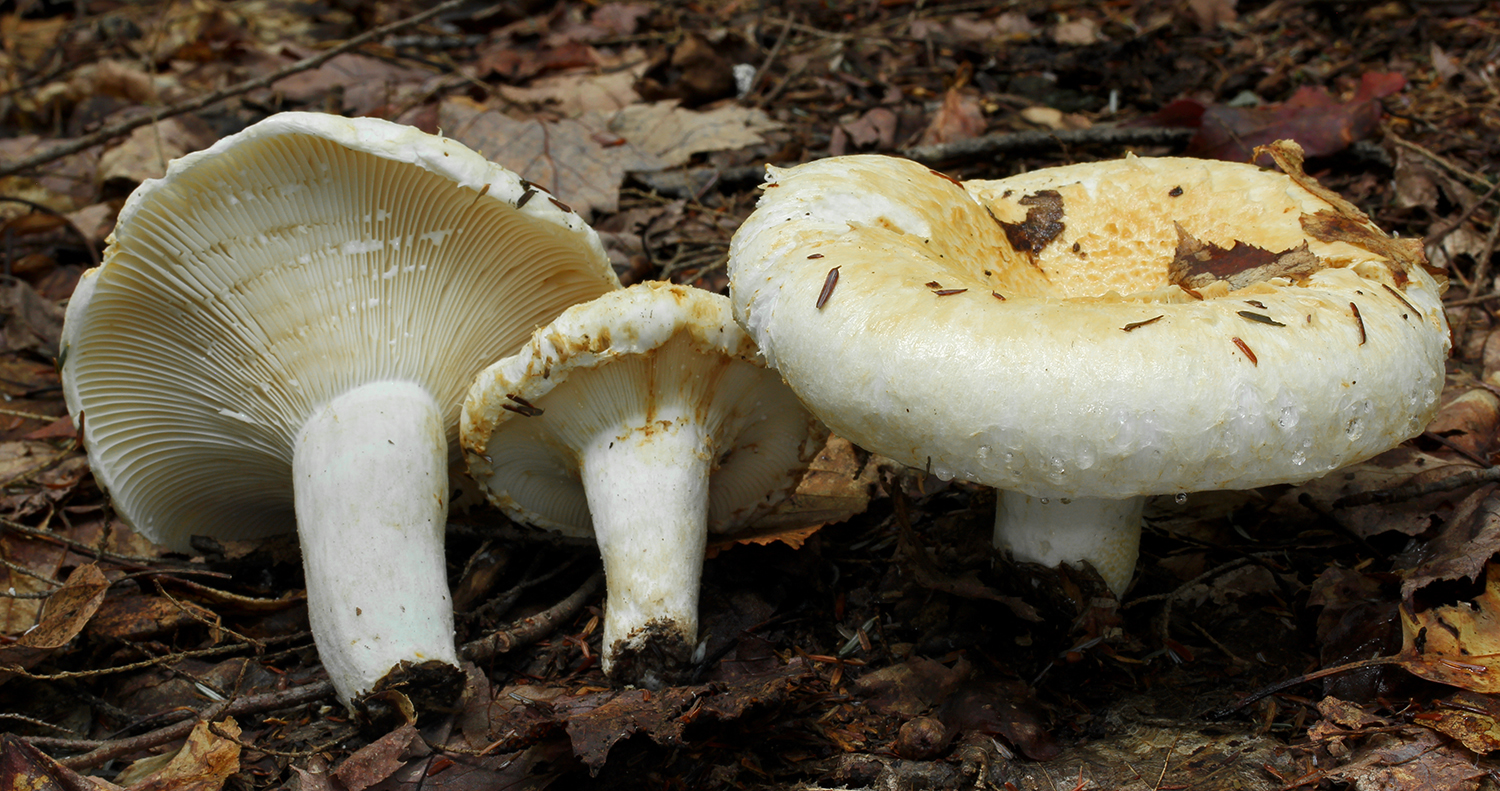
!Lactifluus deceptivus!
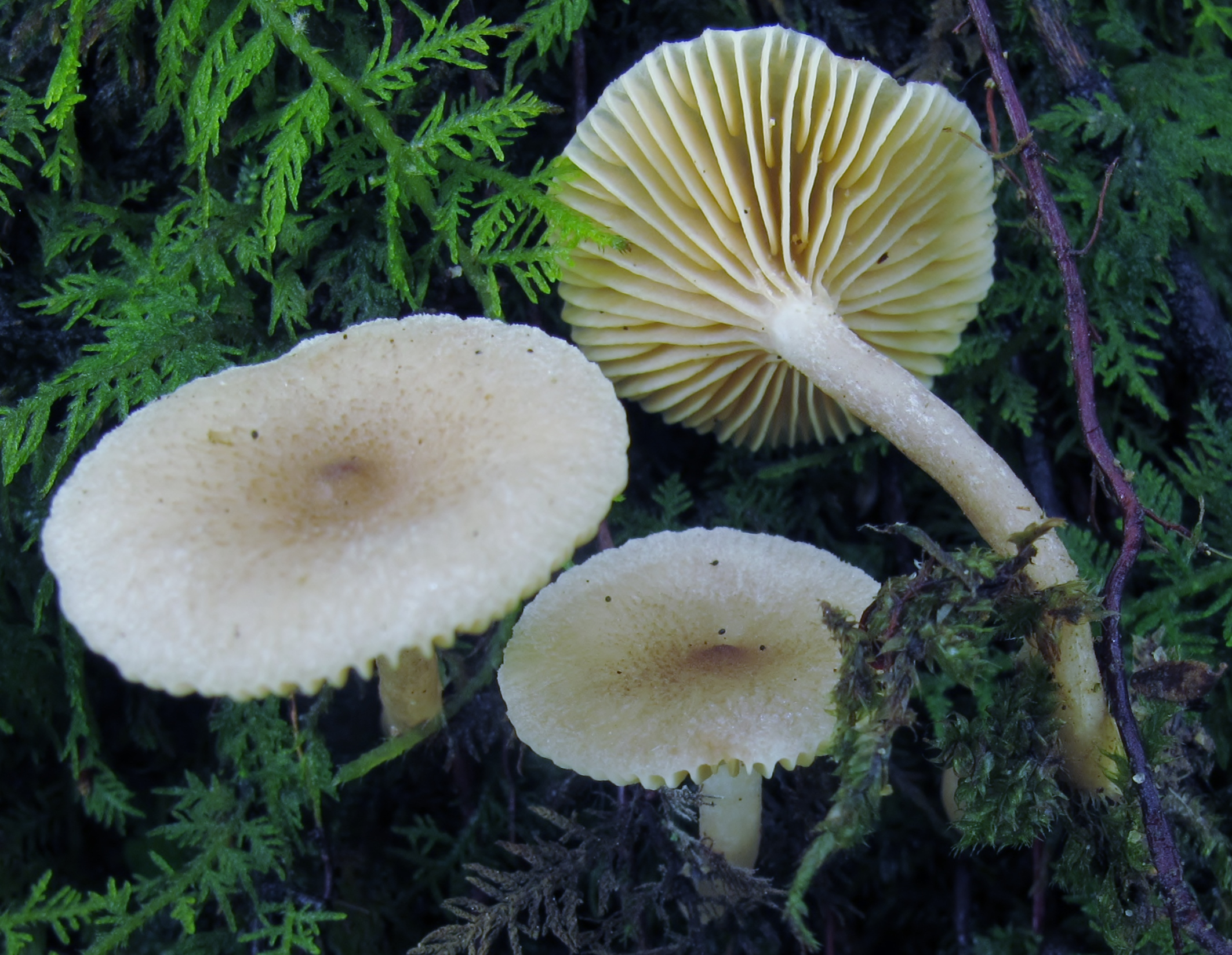
!Lactifluus griseus!

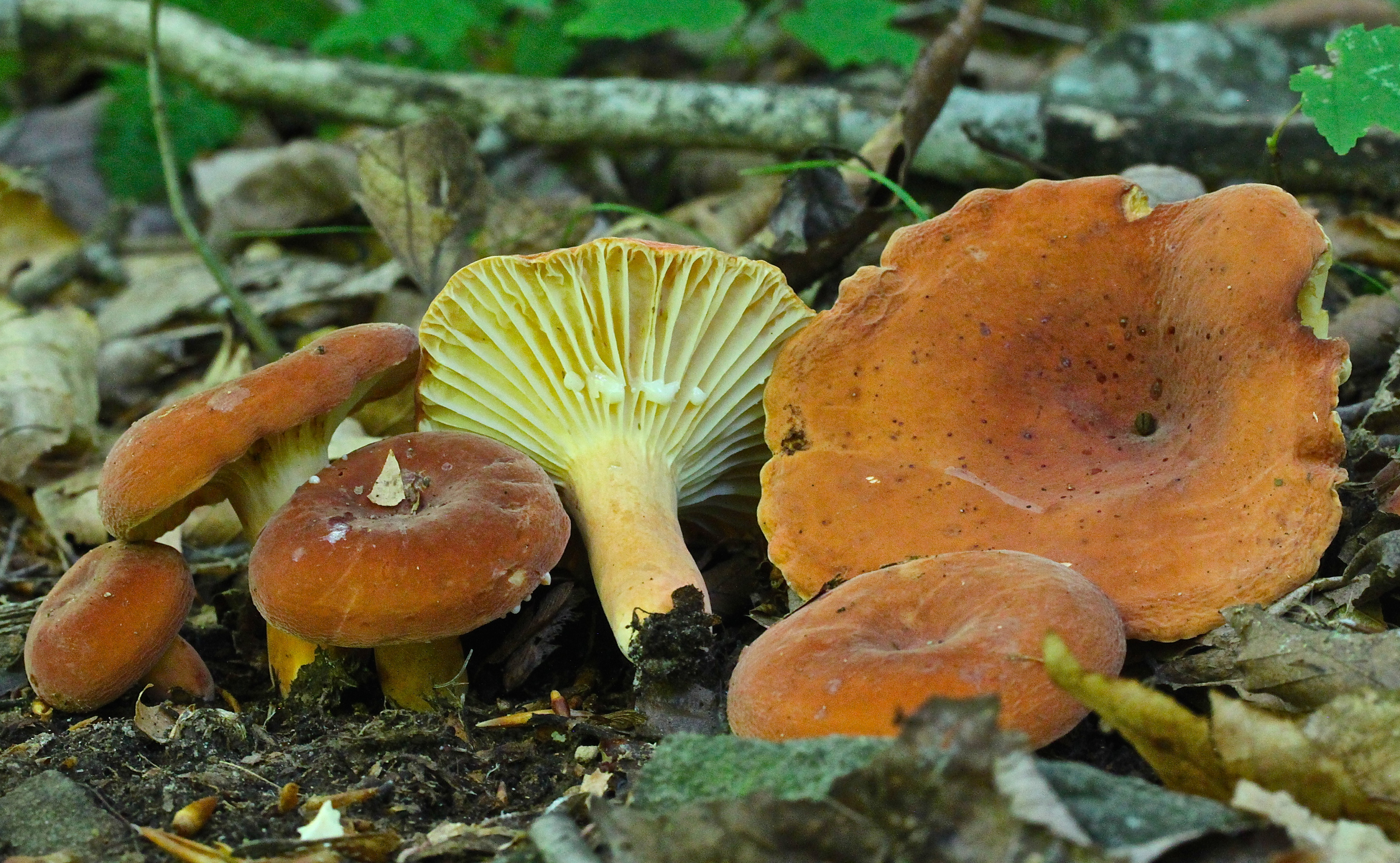
!Lactifluus hygrophoroides!
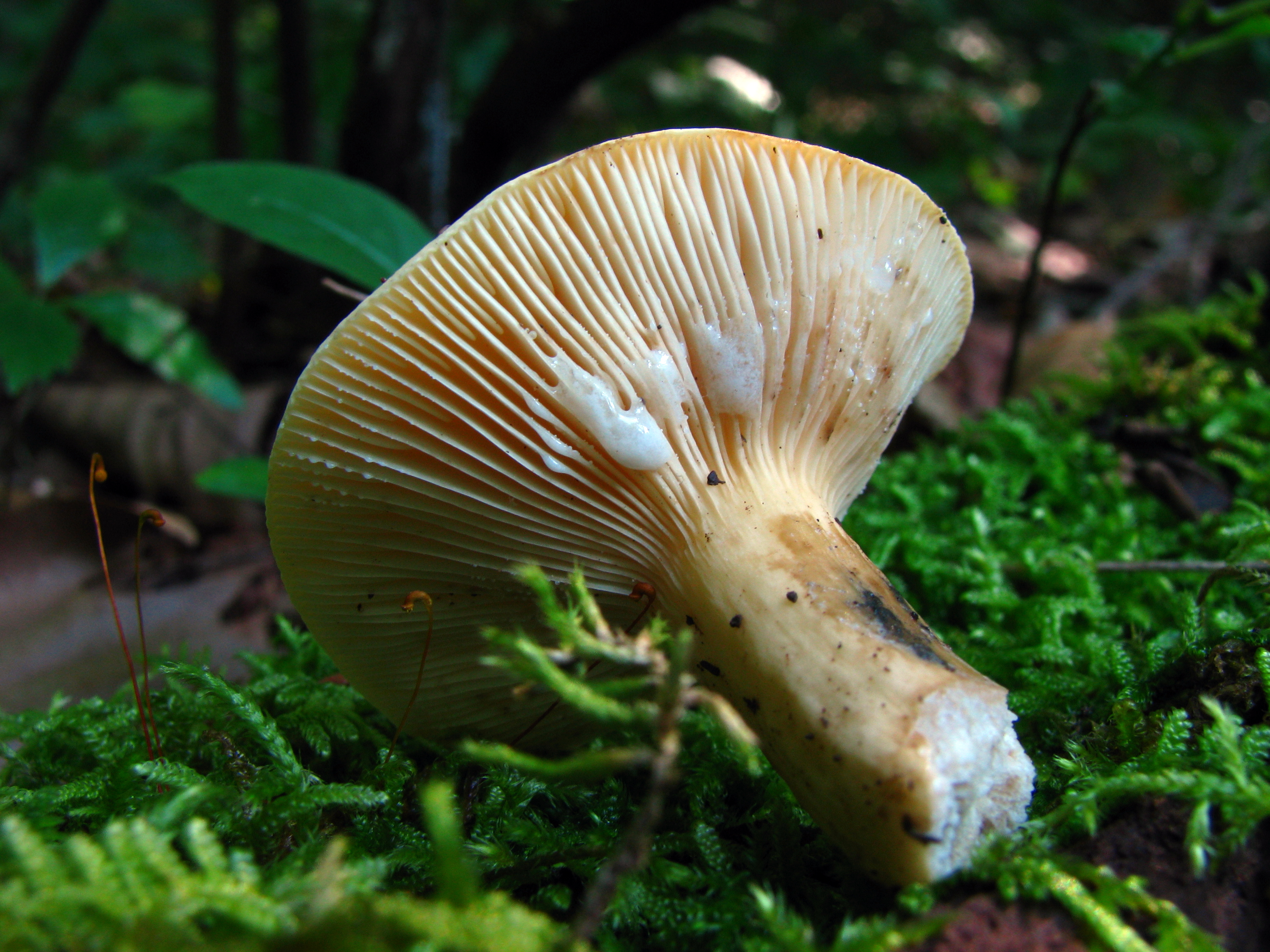
!Lactifluus luteolus!
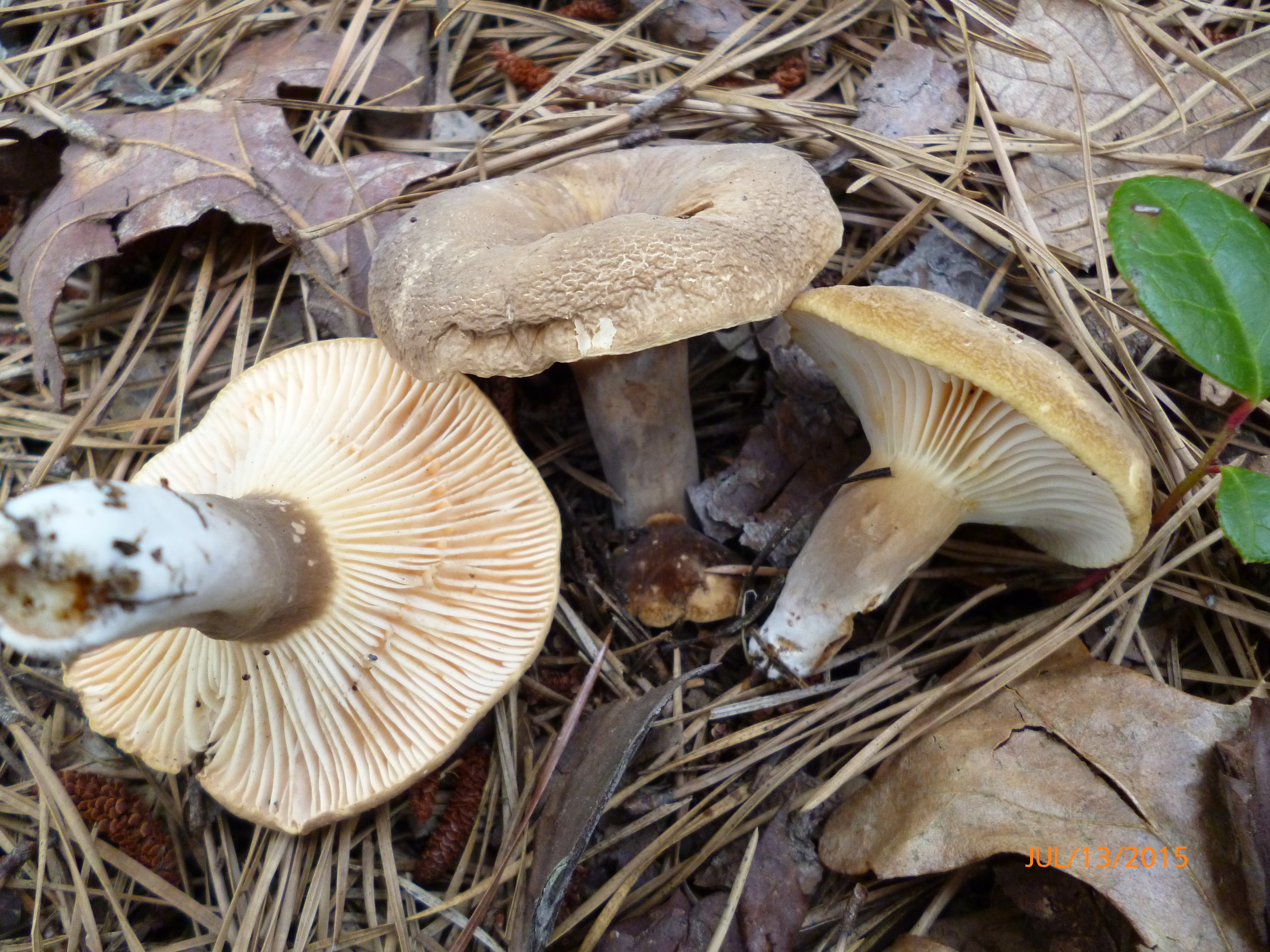
!Lactifluus petersenii!
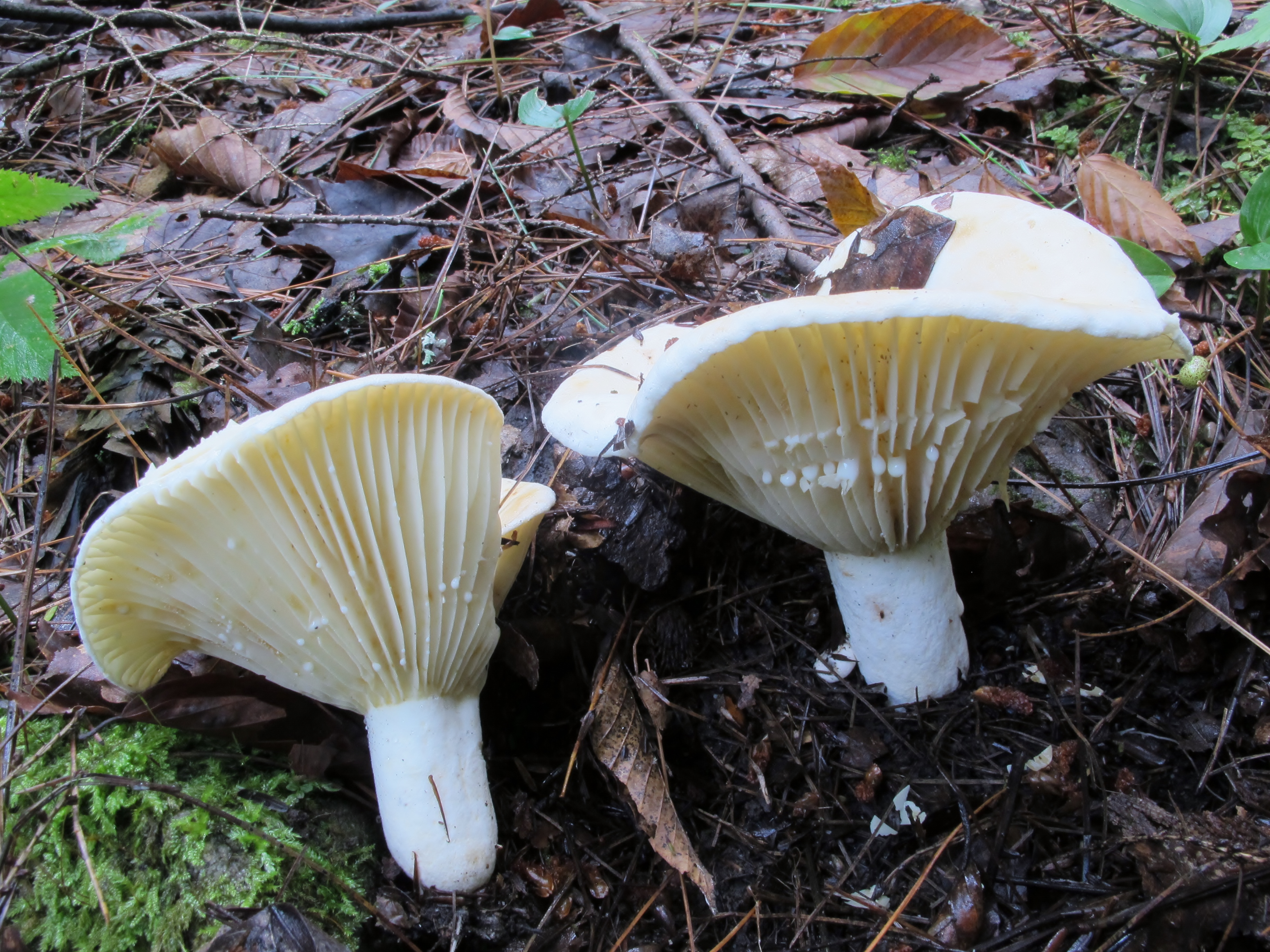
!Lactifluus subvellereus!
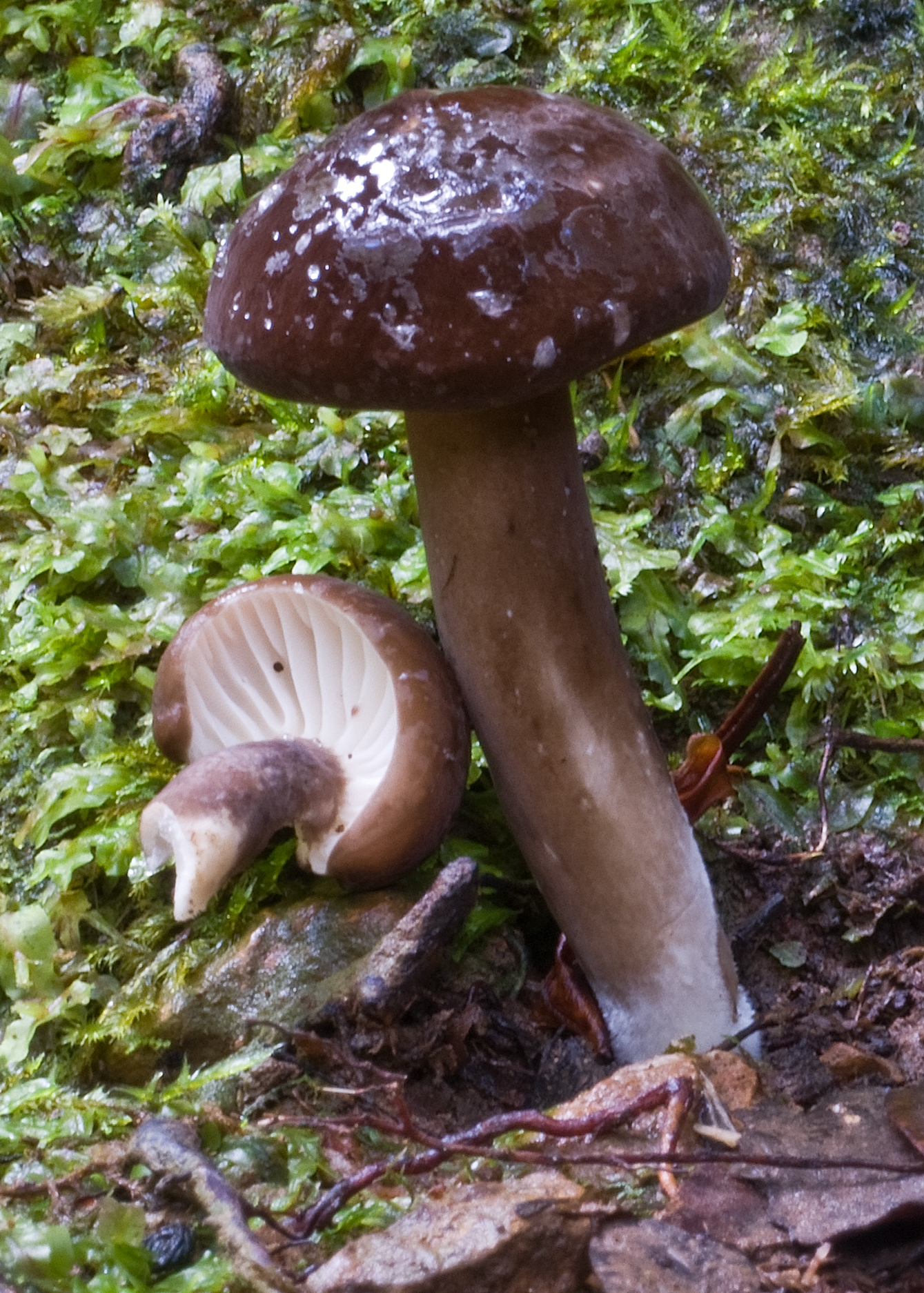
!Lactifluus wirrabara!

## Delimitare

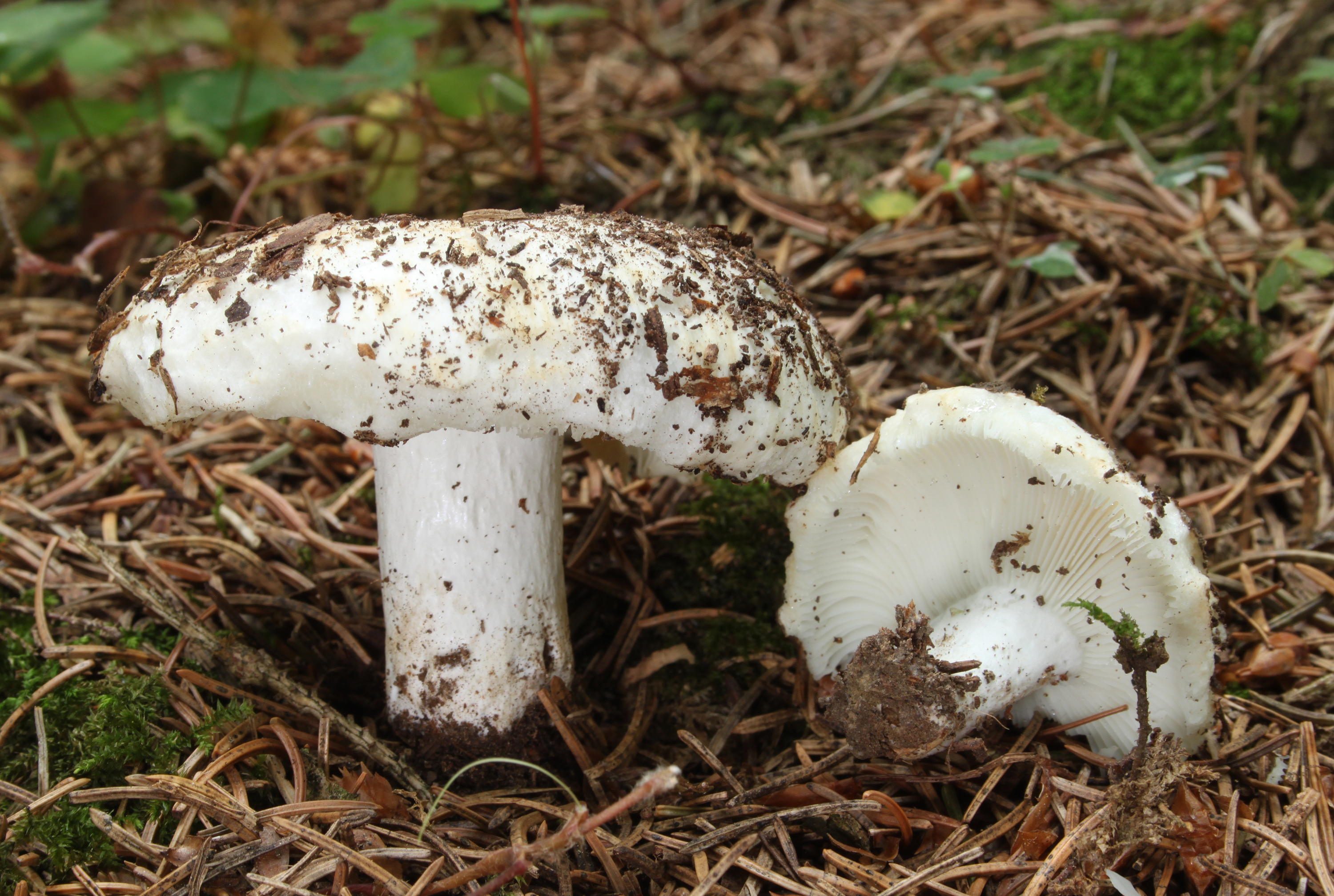
Russula delica

Aici cele mai importante deosebiri între genul Russula și alte genuri:
- Genul Agaricus seamănă privind speciile mai mici genului Russula, dar are o  manșetă la mijlocul piciorului și lamelele nu sunt albe sau galbene ci rozalii, devenind adesea oară după câtva timp maro, la bătrânețe negre.
- Genul Amanita este crescut mai mare, având fulgi pe pălărie, o  manșetă la mijlocul piciorului și un bulb cu volvă la bază.
- Genul Cortinarius are lamele mai groase și îndepărtate. Carnea speciilor otrăvitoare este colorată așa ca și lamelele.
- Genul Lactarius, lapte colorat preponderent cu gust blând, carne fragilă, diferențe insemnatoare filogenetice.
- Genul Russula se deosebește cel mai ușor prin lipsa de lapte.
- Genul Tricholoma se deosebește întotdeauna prin carnea fibroasă, adesea oară cu miros puternic și neplăcut.

## Valorificare
Cele mai multe specii ale genului sunt necomestibile din cauza cărnii și sucului iute și/sau amar. Dar din cele cinci soiuri europene, trei sunt comestibile ((lăptucă dulce, lăptucă iute și L. rugatus).